# أليكسي كوفاليف
اليكسي كوفاليف (بالروسية: Ковалёв, Алексей Борисович)‏ هو حكم كرة قدم ولاعب كرة قدم روسي في مركز الوسط، ولد في 10 أغسطس 1973 في تامبوف في روسيا.